# Première chronique de Novgorod
Pour les articles homonymes, voir Novgorod (homonymie).

Dans sa version ancienne, la Première chronique de Novgorod (en russe : Новгородская первая летопись) est la plus ancienne des chroniques locales de Russie. Elle est sans doute contemporaine de la Chronique des temps passés de Nestor et tient à ce titre une place égale dans la philologie russe pour comprendre les origines de la Russie. Elle fut rédigée par trois chroniqueurs entre le XIIIe et le XIVe siècle. Elle conte l'histoire de Veliki Novgorod et des peuples slaves depuis les origines jusqu'en 1333 (dans le manuscrit de la Bibliothèque du Synode, conservé au musée historique d'État de Moscou), et présente donc un point de vue différent de la Rus kiévienne des Chroniques de Nestor.
Dans sa version moderne (Compilation de 1095), la Première chronique de Novgorod, sans doute nommée d'après l'année de la compilation, nous est parvenue par une version du XVe siècle. Elle contient notamment des éléments plus anciens que la Chronique des temps passés.
Il existe également une Deuxième et une Troisième Chronique de Novgorod.